# 沈龍
沈龍（？—？），字友夔，號玄霜，直隸松江府華亭縣人，明朝政治人物。

## 生平
崇禎十二年（1639年）己卯科應天鄉試第七十八名舉人，十六年（1643年）中式癸未科會試第三百二十名，二甲第五十九名進士。刑部觀政。

## 家族
曾祖沈璉，鄉飲賓。祖父沈時芳。父沈文浩。